# Jean Spautz
Jean Spautz (Schifflange, 9 de setembre de 1930) és un polític i sindicalista luxemburguès. Membre del Partit Popular Social Cristià (CSV), és diputat legislatiu, a Cambra de Diputats de Luxemburg.

## Càrrecs
- President de la Federació de Sindicats Cristians Luxemburguesos (LCGB) (1967-1980).
- President de Jeunesse Ouvrière catholique (joventut treballadora catòlica) (JOC) (1954-1959) i President de la secció juvenil del Partit Cristiano-Social (1960-1966).
- President del Partit Cristiano-Social (1982-1995)
- Membre de la Cambra de Diputats de Luxemburg des de 1959.
- Membre de la Cambra de Diputats (1.964 a 1.976).
- Vicepresident de la Cambra de Diputats diputats de Luxemburg (1979-1980).
- Membre del Parlament Europeu, l'eurodiputat (juliol de 1979 a febrer de 1980 i des de juliol de 2004 a juliol de 2009).
- Ministre d'Interior (1980-1995), Ministre d'Assumptes de família (1980-1989), Ministre d'Habitatge (1989-1995).
- President de la Cambra de Diputats de Luxemburg (1995-2004).[1]
- President d'Honor de la Cambra de Diputats de Luxemburg des de 2004.

## Honors
- Gran Creu de l'Orde de la Corona de Roure (Promoción 2003)[2]